# Wann (Nebraska)
Wann è un census-designated place (CDP) degli Stati Uniti d'America, situato nello stato del Nebraska, nella contea di Saunders. Secondo il censimento del 2020 gli abitanti di Wann ammontavano a 102.